# Reprezentacja Włoch na Mistrzostwach Świata w Narciarstwie Klasycznym 2005
Reprezentacja Włoch na Mistrzostwach Świata w Narciarstwie Klasycznym 2005 w Oberstdorfie liczyła 25 sportowców, w tym sześć kobiet i 19 mężczyzn. W reprezentacji znalazło się 18 biegaczy narciarskich, trzech kombinatorów norweskich i czterech skoczków narciarskich. Włosi zdobyli cztery medale - jeden złoty, dwa srebrne i jeden brązowy.

## Medale

### Złote medale
- Biegi narciarskie - 15 km stylem dowolnym mężczyzn: Pietro Piller Cottrer

### Srebrne medale
- Biegi narciarskie - 15 km stylem dowolnym mężczyzn: Fulvio Valbusa
- Biegi narciarskie - bieg pościgowy 2x15 km mężczyzn: Giorgio Di Centa

### Brązowe medale
- Biegi narciarskie - sztafeta 4x5 km kobiet: Gabriella Paruzzi, Antonella Confortola, Sabina Valbusa, Arianna Follis

## Wyniki

### Biegi narciarskie

#### Mężczyźni
Sprint
- Fabio Pasini - 23. miejsce
- Loris Frasnelli - 5. miejsce
- Renato Pasini - 30. miejsce
- Freddy Schwienbacher - 33. miejsce

15 km stylem dowolnym
- Pietro Piller Cottrer - 1. miejsce
- Fulvio Valbusa - 2. miejsce
- Giorgio Di Centa - 14. miejsce
- Cristian Zorzi - 17. miejsce

Bieg pościgowy 2x15 km
- Giorgio Di Centa - 2. miejsce
- Fulvio Valbusa - 9. miejsce
- Pietro Piller Cottrer - 20. miejsce
- Valerio Checchi - 24. miejsce

Sztafeta 4x10 km
- Giorgio Di Centa, Fulvio Valbusa, Pietro Piller Cottrer, Cristian Zorzi - 4. miejsce

50 km stylem klasycznym
- Valerio Checchi - 16. miejsce
- Cristian Saracco - 28. miejsce
- Fabio Santus - 35. miejsce
- Thomas Moriggl - 36. miejsce

#### Kobiety
Sprint
- Cristina Kelder - 24. miejsce

10 km stylem dowolnym
- Sabina Valbusa - 8. miejsce
- Gabriella Paruzzi - 11. miejsce
- Arianna Follis - 18. miejsce
- Antonella Confortola - 21. miejsce

Bieg pościgowy 2x7,5 km
- Gabriella Paruzzi - 5. miejsce
- Sabina Valbusa - 16. miejsce
- Antonella Confortola - 18. miejsce
- Cristina Kelder - nie ukończyła

Sztafeta 4x5 km
- Gabriella Paruzzi, Antonella Confortola, Sabina Valbusa, Arianna Follis - 3. miejsce

30 km stylem klasycznym
- Gabriella Paruzzi - 16. miejsce
- Sabina Valbusa - 18. miejsce
- Antonella Confortola - 20. miejsce
- Veronica Cavallar - 44. miejsce

### Kombinacja norweska
Gundersen HS 100 / 15 km
- Jochen Strobl - 14. miejsce
- Giuseppe Michielli - 36. miejsce
- Daniele Munari - 40. miejsce

Sprint (7,5 km + HS 137)
- Jochen Strobl - 23. miejsce
- Giuseppe Michielli - 30. miejsce
- Daniele Munari - 43. miejsce

### Skoki narciarskie
Konkurs indywidualny na skoczni HS 100
- Stefano Chiapolino - 47. miejsce
- Sebastian Colloredo - 49. miejsce

Konkurs indywidualny na skoczni HS 137
- Marco Beltrame - 42. miejsce
- Sebastian Colloredo - 45. miejsce
- Stefano Chiapolino - 49. miejsce

Konkurs drużynowy na skoczni HS 100
- Sebastian Colloredo, Marco Beltrame, Alessio Bolognani, Stefano Chiapolino - 15. miejsce

Konkurs drużynowy na skoczni HS 137
- Alessio Bolognani, Sebastian Colloredo, Marco Beltrame, Stefano Chiapolino - 12. miejsce